# Medialna pterigoidna mišica
Medialna pterigoidna mišica (latinsko musculus pterygoideus medialis) je parna žvečna mišica. Izvira iz zagozdnice ter se narašča pod glavo spodnje čeljustnice in na notranjo ploskev vogala spodnje čeljustnice.
Mišica dviga spodnjo čeljustnico in zapira usta, pri enostranski kontrakciji vrača spodnjo čeljustnico iz stranskega v srednji položaj.
Oživčuje jo živec pterygoideus medialis, ki izhaja iz mandibularnega živca (V3).